# Alfred Duru
Pour les articles homonymes, voir Duru.
 (janvier 2014).
Si vous disposez d'ouvrages ou d'articles de référence ou si vous connaissez des sites web de qualité traitant du thème abordé ici, merci de compléter l'article en donnant les références utiles à sa vérifiabilité et en les liant à la section « Notes et références ».
Henri-Alfred Duru est un auteur dramatique et un librettiste d'opérettes, né le 27 novembre 1829 à Batignolles (Seine) et mort le 28 décembre 1889 à Paris 17e,.

## Biographie

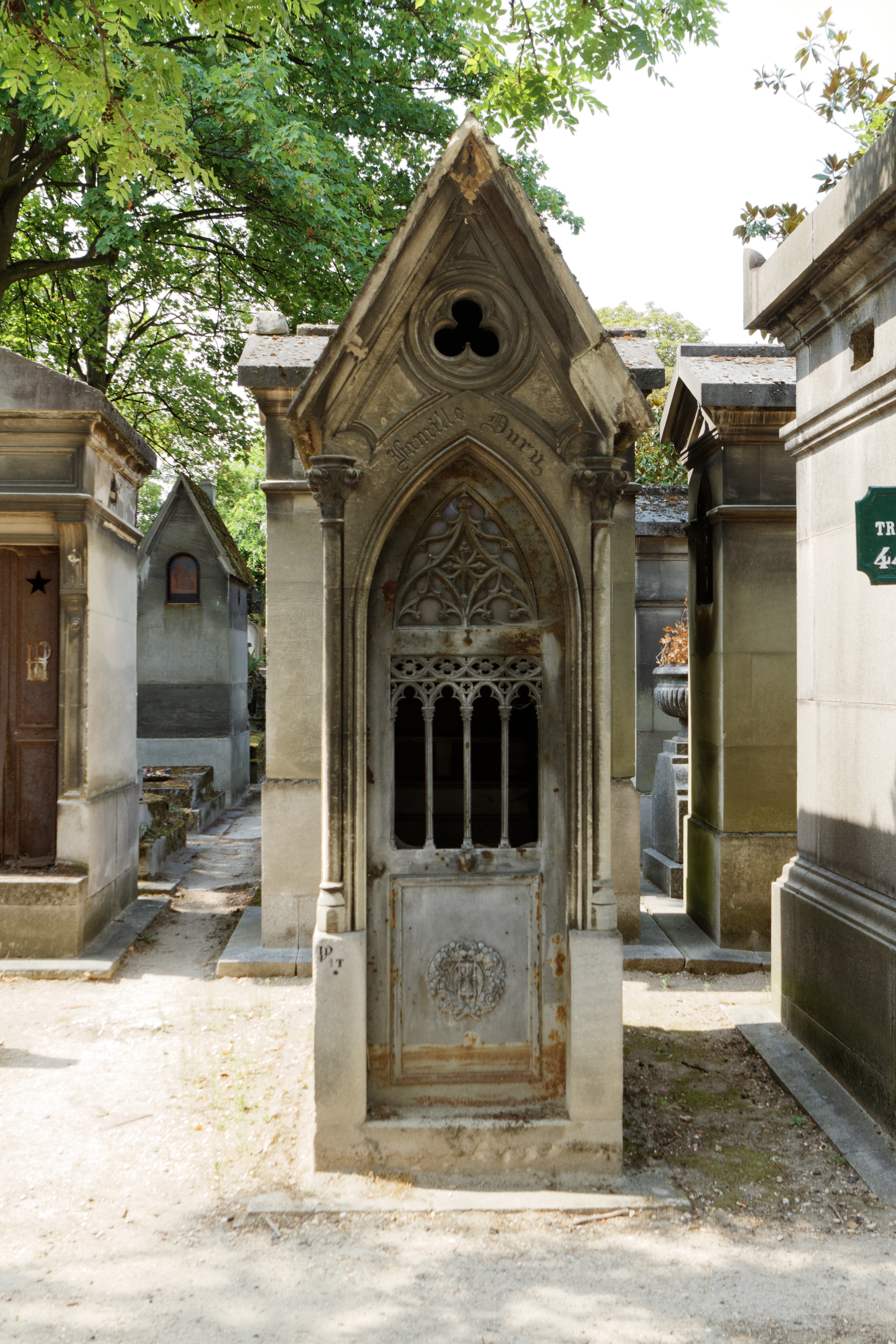
Tombe au cimetière du Père-Lachaise.

Alfred Duru fut un auteur dramatique des plus prolifiques et des plus favorisés qui s’est fait connaître par sa collaboration, avec Henri Chivot, son camarade de classe et son fidèle ami, à près de cent vaudevilles, comédies bouffonnes, opérettes, joués avec grand succès, sur les scènes de genre et théâtres secondaires de Paris dont le plus grand nombre obtint un long succès de vogue. La signature Chivot et Duru était synonyme d’ingéniosité du sujet, la fantaisie des épisodes, le franc comique des situations et la gaieté du dialogue.
La Gaîté allait donner la première représentation d’une nouvelle pièce, dont il suivait assidûment les répétitions lorsque la mort vint le frapper de manière inopinée, en pleine possession de son talent et de sa verve comique, après trente années de production incessante, à la veille d’une première.
Lors de son inhumation au cimetière du Père-Lachaise (44e division) le 31 décembre 1889, un discours a été prononcé sur sa tombe par Armand d'Artois au nom de la Société des auteurs et compositeurs dramatiques.

## Œuvres principales
- 1873 : L’Homme du Lapin blanc, comédie-vaudeville en trois actes, au théâtre du Palais-Royal (3 août)
- 1876 : La Fille du clown, vaudeville en deux actes, avec Hippolyte Raymond, au théâtre de l'Athénée (13 novembre)
- 1876 : La Boite à Toto, folie-vaudeville
- 1877 : La Boite à Bibi, folie-vaudeville en trois actes, avec Saint-Agnan Choler, au théâtre du Palais-Royal (28 mai)
- 1879 : Le Bas de laine, comédie-vaudeville en trois actes, avec William Busnach et Octave Gastineau, au théâtre du Palais-Royal (10 avril)
- 1881 : Le Billet rose, comédie en un acte.

En collaboration avec Henri Chivot
- 1858 : Mon nez, mes yeux, ma bouche, vaudeville en trois actes, avec Paul Siraudin, au théâtre des Variétés (1er décembre)[5]
- 1859 : La Femme de Jephté, vaudeville en trois actes, au théâtre des Folies-Dramatiques (4 octobre)
- 1860 : Les Splendeurs de Fil d’Acier, pièce en trois actes précédée d'un prologue, au théâtre des Folies-Dramatiques (26 avril)
- 1861 : Le Songe d’une nuit d’avril, comédie- vaudeville en deux actes, au théâtre du Palais-Royal (2 juillet)
- 1862 : On demande des domestiques, vaudeville en un acte, au théâtre des Folies-Dramatiques (26 avril)
- 1862 : Les Couverts d'argent, vaudeville en trois actes, au théâtre des Folies-Dramatiques (12 mai)[6]
- 1863 : Le Pifferaro, comédie-vaudeville en un acte, avec Paul Siraudin, au théâtre du Palais-Royal (18 décembre)
- 1864 : Les Mères terribles, scènes de la vie bourgeoise en un acte, au théâtre de l’Odéon (1er octobre)C’est le premier essai de Duru et Chivot sur une scène plus élevée.
- 1864 : Procédure et cavalerie, vaudeville en un acte, au théâtre des Folies-Dramatiques (12 novembre)
- 1865 : La Tante Honorine, ou les Espérances, comédie en trois actes, au théâtre de l'Odéon (25 novembre)C’est le second essai de Duru et Chivot dans le genre sérieux, pour le même théâtre.
- 1865 : Les Orphéonistes en voyage, pièce en cinq actes et dix tableaux, au théâtre des Folies-Dramatiques (2 novembre)
- 1865 : Un homme de bronze, vaudeville en un acte, au théâtre du Palais-Royal (28 septembre)
- 1865 : Les Médiums de Gonesse, folie en un acte, au théâtre du Palais-Royal (11 novembre)
- 1866 : Les Chevaliers de ta Table ronde, opéra-bouffe en trois actes, musique d’Hervé, au théâtre des Folies-Dramatiques (17 novembre)[7]
- 1867 : Le Ménage à quatre, comédie-vaudeville en un acte, au théâtre du Palais-Royal (13 janvier)
- 1867 : Un Pharmacien aux Thermopyles, vaudeville en un acte, au théâtre des Bouffes-Parisiens (1er août)
- 1868 : Le Luxe de ma femme, vaudeville en un acte, au théâtre des Bouffes-Parisiens (19 janvier)
- 1868 : L'Île de Tulipatan, opérette en un acte, musique de Jacques Offenbach, au théâtre des Bouffes-Parisiens (3 septembre)[8],[9]
- 1868 : Fleur-de-Thé, opéra-bouffe en trois actes, musique de Charles Lecocq, au théâtre de l'Athénée (11 avril)[10]
- 1868 : Le Soldat malgré lui, opéra-comique en deux actes, musique de Frédéric Barbier, au théâtre des Fantaisies-Parisiennes (19 octobre)
- 1869 : Le Carnaval d’un merle blanc, folie parée et masquée en trois actes, au théâtre du Palais-Royal (3 décembre)
- 1869 : Gandolfo, opérette en un acte, musique de Charles Lecocq, au théâtre des Bouffes-Parisiens (17 janvier)[11]
- 1869 : Le Rajah de Mysore, opérette-bouffe en un acte, musique de Charles Lecocq, au théâtre des Bouffes-Parisiens ((21 septembre)[12]
- 1869 : La Vie de château, pièce en trois actes mêlée de chants, au théâtre du Palais-Royal (23 novembre)
- 1870 : Le Beau Dunois, opéra-bouffe en un acte, musique de Charles Lecocq, au théâtre des Variétés (13 avril)[13]
- 1872 : Les Filles de Barazin, comédie-vaudeville en un acte, au théâtre du Palais-Royal (20 avril)
- 1872 : Les Cent Vierges, opéra-bouffe en trois actes, avec Clairville, musique de Charles Lecocq, (13 mai)[14]
- 1872 : Les Deux noces de Boisjoli, vaudeville en trois actes, au théâtre du Palais-Royal (5 juillet)
- 1873 : Les Braconniers, opéra-bouffe en trois actes, musique d’Offenbach, au théâtre des Variétés (29 janvier)[15]
- 1873 : Les Echos de Paris, ou la Folie en retard, revue en un acte et quatre petits tableaux, au théâtre du Palais-Royal (7 avril)
- 1875 : La Blanchisseuse de Berg-op-Zoom, opéra-bouffe en trois actes, musique de Léon Vasseur, au théâtre des Folies-Dramatiques (27, janvier)[16]
- 1875 : Le Pompon, opéra-comique en 3 actes, musique de Charles Lecocq, au théâtre des Folies-Dramatiques (10 novembre)
- 1878 : Madame Favart, opéra-comique en trois actes, musique d’Offenbach, au théâtre des Folies-Dramatiques (28 décembre)[17]Cette œuvre connut près de deux cents représentations à Paris.1879 : Les Noces d'Olivette, opéra-comique en trois actes, musique d'Edmond Audran, au théâtre des Bouffes-Parisiens (13 novembre)
- 1880 : La Fille du tambour-major, opéra-comique en trois actes, musique d’Offenbach, au théâtre des Folies-Dramatiques (13 décembre)
- 1880 : Le Siège de Grenade, vaudeville en quatre actes, au théâtre du Palais-Royal (2 avril)
- 1880 : La Mère des compagnons, ou le Sapajou conspirateur, opéra-comique en trois actes, musique d'Hervé, au théâtre des Folies-Dramatiques (15 décembre)[18]
- 1880 : La Mascotte, opéra-comique en trois actes, musique d’Edmond Audran, au théâtre des Bouffes-Parisiens (29 décembre)
- 1881 : Les Forfaits de Pipermans, vaudeville en un acte, au théâtre des Bouffes-Parisiens (16 octobre)
- 1882 : Boccace, opéra comique en trois actes, musique de Franz von Suppé, au théâtre des Folies-Dramatiques (29 mars)[19]
- 1882 : Gillette de Narbonne, opéra-comique en trois actes, musique d’Edmond Audran, au théâtre des Bouffes-Parisiens (11 novembre)
- 1882 : Le Truc d’Arthur, comédie en trois actes, au théâtre du Palais-Royal (14 octobre)
- 1883 : La Picarde, opéra-comique en trois actes, musique d’Edmond Audran,
- 1883 : La Princesse des Canaries, opéra-comique en trois actes, musique de Charles Lecocq, au théâtre des Folies-Dramatiques (9 février)
- 1883 : Les Pommes d'or, opérette-féerie en trois actes, avec Henri Blondeau et Hector Monréal, musique d'Edmond Audran, au théâtre des Menus-Plaisirs (12 février)[20]
- 1884 : L’Oiseau bleu, opéra-comique en trois actes, musique de Charles Lecocq, au théâtre des Nouveautés (16 janvier)
- 1883 : La Dormeuse éveillée, opéra-comique en trois actes, musique d’Edmond Audran, au théâtre des Bouffes-Parisiens (29 décembre)
- 1884 : Le Grand Mogol, opéra-bouffe en trois actes et quatre tableaux, musique d’Audran, au théâtre de la Gaîté (19 septembre)
- 1885 : Pervenche, opérette en trois actes, musique d'Edmond Audran, au théâtre des Bouffes-Parisiens (31 mars)
- 1885 : Les Noces d'un réserviste, vaudeville en quatre actes, au théâtre du Palais-Royal (21 octobre)
- 1886 : La Cigale et la fourmi, opéra-comique en trois actes, musique d'Edmond Audran, au théâtre de la Gaîté (30 octobre)
- 1887 : Surcouf, opéra-comique en trois actes et un prologue, musique de Robert Planquette, au théâtre des Folies-Dramatiques (6 octobre)[21]
- 1889 : La Fille à Cacolet, vaudeville-opérette en trois actes, musique d'Edmond Audran, au théâtre des Variétés (11 juillet)
- 1890 : La Clé du Paradis, comédie-vaudeville en trois actes, au théâtre de la Renaissance (1er avril).

En collaboration avec Eugène Labiche
- 1872 : Doit-on le dire ?, comédie en trois actes, au théâtre du Palais-Royal (20 décembre)
- 1874 : Madame est trop belle, comédie en trois actes, au théâtre du Gymnase (30 mars)[22]
- 1874 : Les Samedis de Madame, comédie en trois actes, au théâtre du Palais-Royal (15 septembre)
- 1877 : La Clé, comédie en quatre actes, au théâtre du Palais-Royal (5 janvier).